# Cosme Saló i Ibars
Cosme Saló i Ibars (Alpicat, Segrià, 1935) és un economista i dirigent veïnal català. Hereu d'una família pagesa, no es va voler dedicar a la feina del camp i va estudiar Magisteri. Es traslladà a Barcelona, on va estudiar la carrera d'Econòmiques. L'any 1962 va ser detingut en una manifestació d'estudiants i empresonat. Acabada la carrera va iniciar la seva vida laboral com a economista.
Vinculat al Centre Comarcal Lleidatà des de la seva arribada a Barcelona, va participar en l'extensió i la promoció de la cultura a través de diverses iniciatives. Es va incorporar a l'Associació de Veïns de l'Esquerra de l'Eixample, des de la qual va participar en les mobilitzacions i les lluites dels veïns. També des de l'associació
va impulsar diversos projectes, com ara l'Intercanvi de Feines i Serveis, un dels primers bancs del temps i referent de moltes altres experiències similars. El 2004 va rebre la Medalla d'Honor de Barcelona.